# Achwa

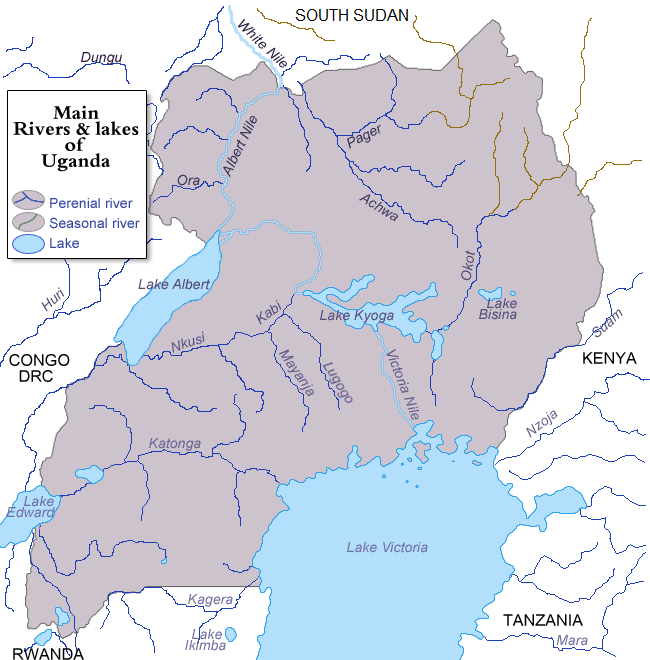
Karta med Ugandas floder och sjöar

Achwa är en 30 mil lång flod i Uganda och Sydsudan. Floden rinner upp i bergen i nordvästra delen av provinsen Katakwi och rinner norrut. Den mottager bifloderna Agago och Page från höger innan den rinner in i Sydsudan där den kallas Aswa och förenar sig med Vita Nilen några kilometer nordväst om gränsstaden Nimule.